# Aloja (novads)
Aloja (łot.: Alojas novads) – jeden z łotewskich novadsów, funkcjonujący w latach 2009–2021.

## Historia
Novads powstało na terenach należących przed 2009 do rejonu Limbaži.
W skład novadsuwchodziły dwa miasta: Aloja, Staicele oraz cztery pagastsy: Aloja, Braslava, Brīvzemnieki i Staicele. Jego stolicą zostało miasto Aloja.
Zlikwidowany w ramach reformy administracyjnej 30 czerwca 2021. Wszedł w całości w skład nowego novadsu Limbaži.